# 仙波紀子
仙波 紀子（せんば のりこ、1977年10月5日-）は、元NHK松山放送局契約キャスター。

## 経歴
愛媛県松山市で生まれ育つ。愛媛県立松山南高等学校を経て愛媛大学卒業後、NHK松山放送局に契約キャスターとして入局し、8年間勤務。うち6年間は夕方のニュース番組に出演した。
期間満了により2008年3月28日放送の『いよかんワイド』を最後に退職。番組最後の挨拶で妊娠していることを発表した。後に娘を出産、夫の仕事の都合で山口県に居住。2010年9月に一般人として個人ブログを始めている。

## NHKでの担当番組
- お元気ですか日本列島「ぐるっとニュース・四国」（総合テレビ）
- いよかんワイド（総合テレビ愛媛県域）